# Zolocivka, Kozova
Zolocivka (în ucraineană Золочівка) este un sat în comuna Hlînna din raionul Kozova, regiunea Ternopil, Ucraina.

## Demografie
Componența lingvistică a localității Zolocivka
     Ucraineană (100%)
Conform recensământului din 2001, toată populația localității Zolocivka era vorbitoare de ucraineană (100%).